# (207028) 2004 VN60
207028 (2004 VN60) là một tiểu hành tinh vành đai chính được phát hiện ngày 10 tháng 11 năm 2004 bởi James Whitney Young ở Đài thiên văn Núi bàn gần Wrightwood, California.